# Eigil Knuth - billedhugger, forfatter, polarforsker
Eigil Knuth - billedhugger, forfatter, polarforsker er dansk en portrætfilm fra 2000 instrueret af Claus Heinberg efter manuskript af Kent Allan Beck.

## Handling
Da Eigil Knuth (1903-96) i 1930'erne første gang kom til Østgrønland, havde han egentlig været på vej til Roskilde. Men motorcyklen punkterede, og efterfølgende løb den unge mand ind i polarforskeren Ejnar Mikkelsen, som stod og manglede en makker til en tur over indlandsisen. Sådan kan livet i tilbageblik antage eventyrets lethed. Og sådan er tonen i Claus Heinbergs portrætfilm om et rastløst og søgende menneske, som med humor og smittende livslyst beretter om et langt liv med mere end fyrre ekspeditioner til Nordøstgrønland. Blandt disse fik specielt pionérturene til Pearyland i slutningen af 1940'erne stor forskningsmæssig betydning.